# Сотниковка (Акмолинская область)
Сотнико́вка (каз. Сотниковка) — село в Бурабайском районе Акмолинской области Казахстана. Входит в состав Златопольского сельского округа. Код КАТО — 117051600.

## География
Село расположено в центральной части района, на расстоянии примерно 17 километров (по прямой) к юго-западу от административного центра — города Щучинск, в 6 километрах к югу от административного центра сельского округа — села Златополье.
Абсолютная высота — 422 метров над уровнем моря.
Ближайшие населённые пункты: село Златополье — на севере, село Красный Кордон — на юго-востоке.

## Население
В 1989 году население села составляло 240 человек (из них русские — основное население).
В 1999 году население села составляло 152 человека (78 мужчин и 74 женщины). По данным переписи 2009 года, в селе проживало 108 человек (51 мужчина и 57 женщин).
| Численность населения | Численность населения | Численность населения |
| 1989                  | 1999                  | 2009                  |
| --------------------- | --------------------- | --------------------- |
| 240                   | ↘152                  | ↘108                  |

## Улицы[4]
- ул. Лесная
- ул. Мира
- ул. Рабочая
- ул. Центральная